# Worcester Counts
I Worcester Counts sono stati una franchigia di pallacanestro della World Basketball League, con sede a Worcester, nel Massachusetts, attivi nel 1989.
Disputarono una sola stagione nella WBL, non raggiungendo i play-off. Scomparvero al termine del campionato.

## Stagioni
| Stagione | Lega | Denominazione    | V  | P  | %    | Piazzamento | Play-off |
| -------- | ---- | ---------------- | -- | -- | ---- | ----------- | -------- |
| 1989     | WBL  | Worcester Counts | 18 | 26 | 40,9 | 5º          | -        |